# Конструктор сайтів
Конструктор сайтів (англ. Site builder) — програмно реалізована складна система для створення вебсторінок без знання мов програмування. Зазвичай є окремим сервісом, але може надаватися, як додаткова послуга хостинговими компаніями. Існує можливість створення сайтів як за допомогою систем керування контентом (CMS), так і за допомогою і SaaS-платформ

## Історія
Перші сайти були створені на початку 1990-х. Ці сайти були написані вручну, за допомогою HTML-розмітки.
З часом було створено програмне забезпечення для верстки сайтів і до 1998 року лідером серед подібних продуктів був Dreamweaver. Проте, багато хто критикував це ПЗ за низьку якість вихідного коду, через те, що він був занадто перевантаженим. З введенням стандартів W3C, Dreamweaver і подібні йому програми були розкритиковані за невідповідність новим стандартам. ПЗ з відкритим вихідним кодом, як правило, відповідало стандартам і з кожним роком набувало все швидших темпів у своєму розвитку.
Одним із перших конструкторів сайтів, де не потрібно було використовувати спеціальні навички програмування, був проєкт Geocities, заснований в 1994 році. Після свого 5-річного існування, Geocities був проданий компанії Yahoo! за $ 3,6 млн. Після того, як проєкт технічно застарів, він був закритий у квітні 2009 року. З того часу ринок конструкторів вебсайтів представлений більш ніж 70 платформами, що дозволяють створювати сайти найрізноманітніших типів.

## Приклади конструкторів сайтів
Популярні конструктори сайтів:
- Wix.com
- Weebly
- Tilda Publishing
- Webnode
- Mobirise
- Squarespace[3]
- Site.pro[4]

Більшість конструкторів сайтів мають можливість безкоштовно створювати та редагувати власні вебсайти. Деякі дозволяють завантажувати вже готовий вебсайт або навіть завантажити створений за допомогою конструктора вебсайт у вигляді архіву. Але, як правило, при цьому існує обмеження щодо використання всіх можливостей конструктора сайтів. Тому користувачам пропонується обирати певні тарифні плани, які так чи інакше надають доступ до преміум-можливостей конструктора.

## CMS для створення та керування сайтами
Найбільшу популярність мають такі CMS:
- 1С-Битрикс
- Drupal
- Joomla!
- MODX
- UMI.CMS
- WordPress
- NetCat
- HostCMS
- CS-Cart
- AMIRO.CMS
- NespiCMS
- Lekast